# 万潮镇
万潮镇，是中华人民共和国贵州省黔东南苗族侗族自治州凯里市下辖的一个乡镇级行政单位。

## 行政区划
万潮镇下辖以下地区：
万潮村、劳动桥村、香炉山村、荷花村、新庄村、格河村、盐井村、马田村、万潮居委